# Pedra de Lume

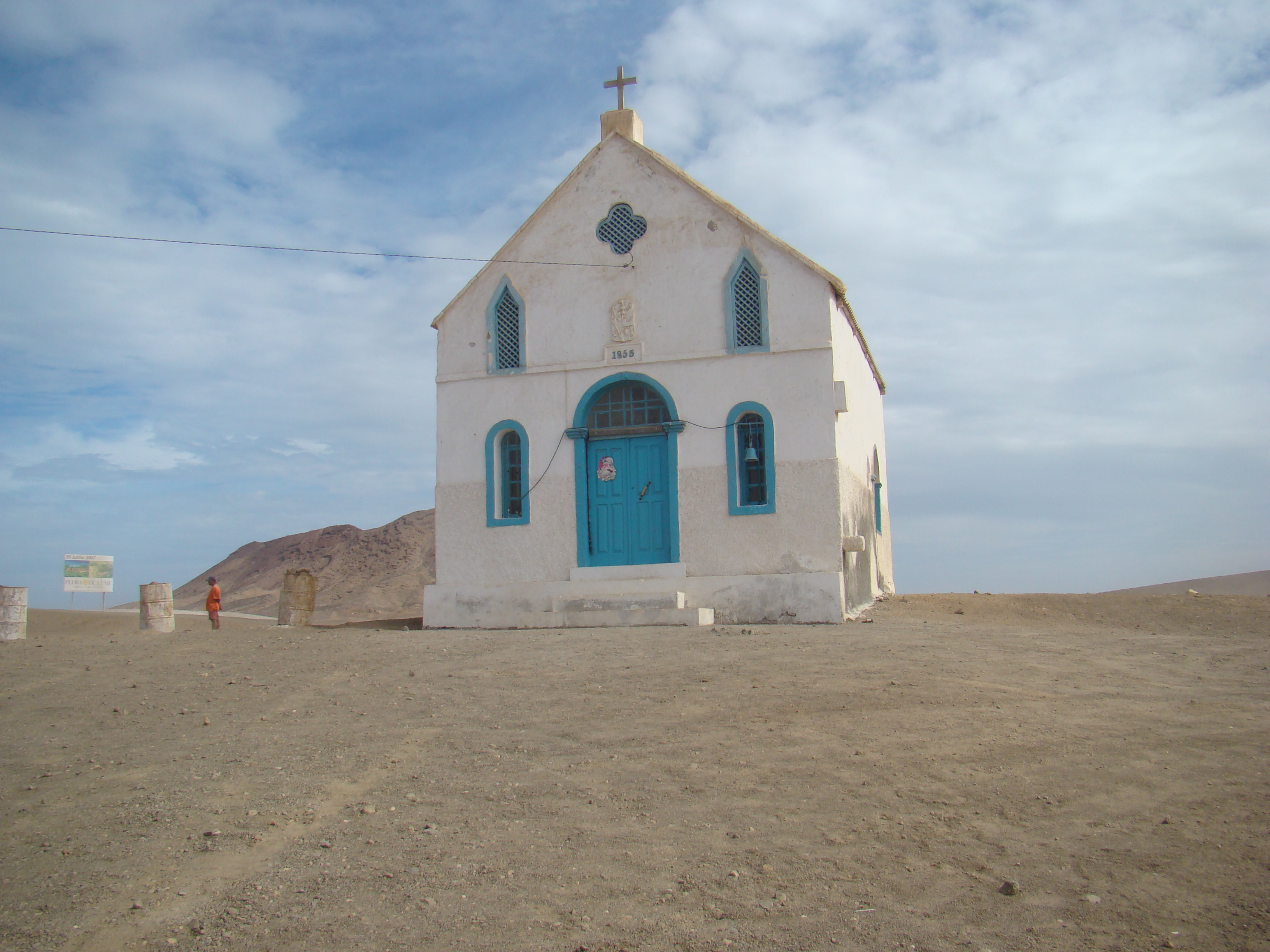
Kaplica w Pedra de Lume

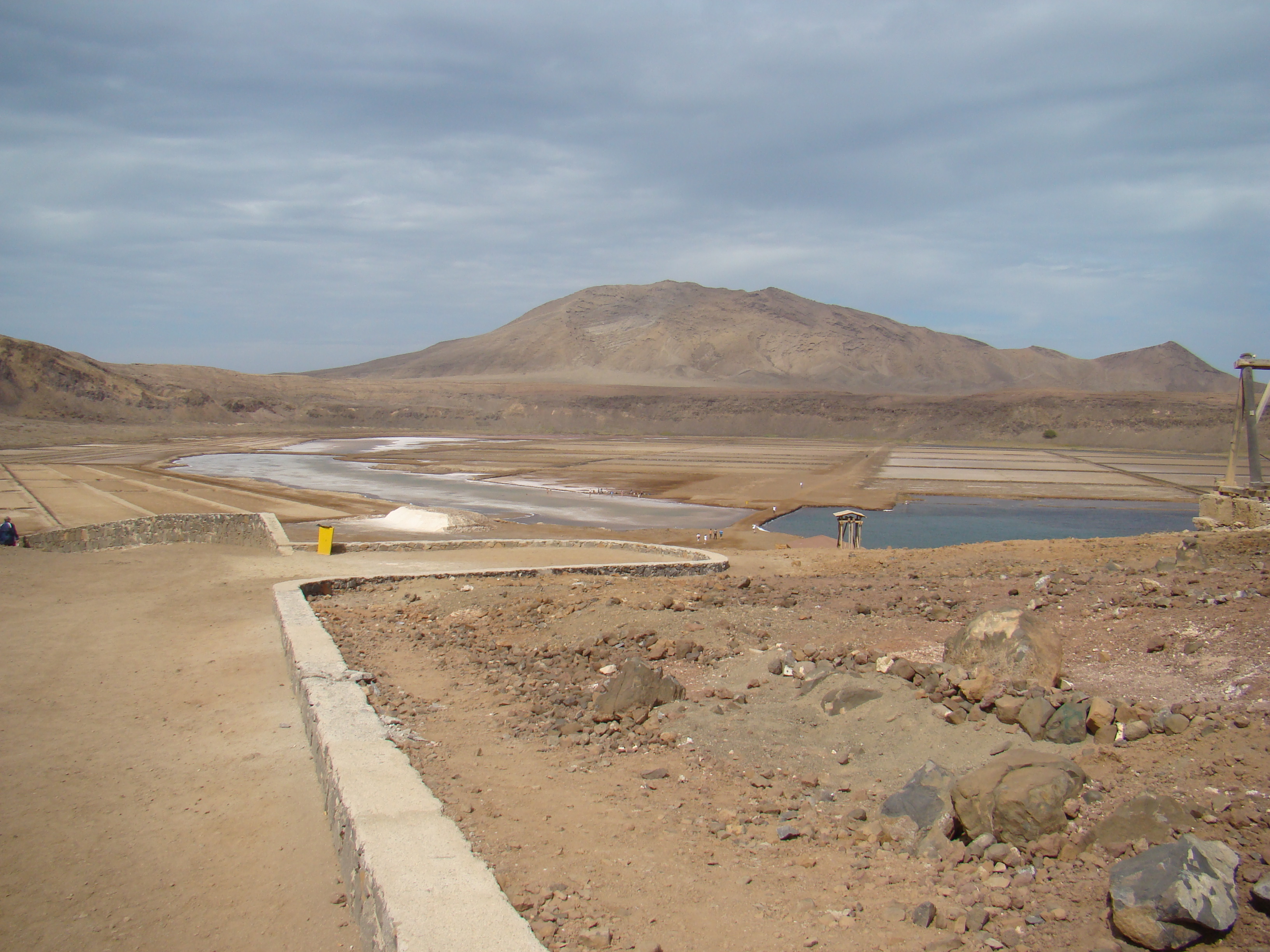
Salina w kraterze wulkanu

Pedra de Lume – miejscowość leżąca na wschodnim wybrzeżu wyspy Sal w Republice Zielonego Przylądka. W 2010 roku liczyła 329 osób.
Znajduje się około 5 kilometrów na wschód od stolicy wyspy Espargos. W XIX wieku miejscowość rozwinęła się wokół istniejącej w tej okolicy saliny, zlokalizowanej wewnątrz krateru wulkanu. Sól wydobywano tu conajmniej od przełomu XVIII i XIX wieku, kiedy w przemysł ten zainwestował Manuel António Martins, budując odpowiednią infrastrukturę. Wydobycie trwało aż do lat 80. XX wieku. Obecnie saliny stanowią dużą atrakcję turystyczną ze względu na stawy o dużym zagęszczeniu soli we wnętrzu krateru o właściwościach leczniczych. Zachowały się też resztki dawnej infrastruktury przemysłowej i portowej. Z uwagi na niekorzystny klimat w pobliżu nie ma żadnych upraw.